# Памятник Юрию Гагарину (Джакарта)
Памятник Юрию Гагарину в Джакарте был установлен в столице Индонезии в марте 2021 года, его установка приурочена к шестидесятилетнему юбилею полёта Гагарина в космос и к семидесятилетию установления дипломатических отношений между Россией и Индонезией.
Дата открытия памятника — 10 марта 2021 года.
Автором памятника является скульптор Алексей Леонов.
Монумент подарен городу Джакарта благотворительным фондом «Диалог культур — единый мир».
На торжественной церемонии открытия памятника присутствовали российский посол в Индонезии Людмила Воробьёва, глава города Джакарта Анис Басведан, заместитель министра иностранных дел Индонезии Махендра Сирегар, представитель министерства иностранных дел Индонезии Нгурах Сваджая, а также представители ряда государственных ведомств Индонезии.

## Историческая справка
Первый президент Индонезии Сукарно во время приезда Юрия Гагарина после его полёта в космос в эту страну наградил космонавта Орденом Звезды Махапутра второго класса — одной из высших индонезийских государственных наград. Приезда Гагарина в Индонезию оставил заметный след в культурной жизни этой страны, в честь него здесь получило распространение имя Юрий.
Помимо этого, Москва и Джакарта являются городами-побратимами, что также стало одним из оснований установки этого памятника именно в этом индонезийском городе.

## Описание памятника
Памятник Юрию Гагарину в Джакарте установлен в городском парке Taman Mataram. Памятник представляет из себя полноростовую фигуру Юрия Гагарина, изображённого в обычных брюках и рубашке. Фигура космонавта размещена на постаменте из камня, сам он изображён улыбающимся и поднявшим вверх руки в приветственном знаке.
Памятник, установленный в Джакарте, визуально является копией установленного в Калуге около Музея космонавтики памятника, который был здесь поставлен в год пятидесятилетия первого полёта в космос.